# 孫森焱
孫森焱（1933年11月6日—2022年6月16日），台灣法律學家，前司法院大法官，台灣台南人，長年擔任東吳大學法學院教授，精研債法。

## 經歷
孫森焱出身於臺灣臺南「四條街」一個經營雜貨店的家庭，因為成長於日治時期，因此孫森焱能通日文。孫森焱有位著名的親戚就是日治時代台灣第一個檢察官，在二二八事件中身故的王育霖。二次大戰結束後，台灣隨即為國府接收，當時孫森焱就讀小學五年級，次年（1946年）小學畢業，考入台南第二中學，始學中文。1952年，孫森焱進入台灣大學法律學系就讀，1956年畢業後旋考取司法官。惟因服兵役，至1959年始受司法官訓練所第四期之訓練。
1961年，孫森焱正式擔任司法官，後歷任檢察官、推事（法官）等職，至1990年擔任最高法院庭長之職。他是臺灣威權統治時期，少數長期參與「中國比較法學會」的法律實務工作者。
1994年，孫氏經時任總統李登輝提名，國民大會同意，出任第六屆大法官，2003年任期屆滿退職。任內，主持擬定《專家參審試行條例》，推動臺灣參審制度發展。
在學術方面，自1975年起，孫森焱即在東吳大學兼授「民法債編總論」，其後又出版不少民法方面之著作，如《民法債編總論》上、下冊。並曾貢獻所長，參與民法、民事訴訟法之修正。
2022年4月，孫氏不慎跌倒住院，後於院內感染COVID-19，肺功能受損，於同年6月16日晚間辭世，享壽89歲。

## 家庭
孫森焱之妻黃綠星與孫森焱為司法官訓練所同期同學，亦為台灣法律實務界人物，曾任最高行政法院法官及庭長，現已退休。
孫森焱之女孫迺翊為國立台灣大學法律學系教授，亦為律師賴中強之妻。孫森焱之子孫迺翔為義守大學電機系教授。

### 腳註
1. ↑  吳政峰. . 自由時報電子報 (台北). 2022-06-17.
2. 1 2  王宏舜; 蕭白雪. . 聯合新聞網. 2022-06-18  [2022-06-18] （中文）.
3. 1 2  蕭白雪. . 聯合新聞網. 2022-06-17  [2022-06-18] （中文（繁體））.